# Долгаш
Долгаш или Дългаш (на македонска литературна норма: Долгаш; на албански: Dollgashi) е село в Северна Македония, в Община Вапа (Център Жупа).

## География
Селото е разположено в областта Жупа в западните склонове на планината Стогово.

## История
В XIX век Долгаш е българо-турско село в Дебърска каза на Османската империя. В „Етнография на вилаетите Адрианопол, Монастир и Салоника“, издадена в Константинопол в 1878 година и отразяваща статистиката на населението от 1873 година, Долгаш е посочено като село с 6 домакинства, като жителите му са 7 турци и 14 българи.
Според статистиката на Васил Кънчов („Македония. Етнография и статистика“) в 1900 Дългаш има 30 жители българи християни и 110 турци.
На Етнографската карта на Битолския вилает на Картографския институт в София от 1901 година Дългач Пайковци е чисто българско село в Дебърската каза на Дебърския санджак с 3 къщи, а Дългач е чисто турско село в Дебърската каза на Дебърския санджак с 18 къщи.
Цялото християнско население на селото е под върховенството на Българската екзархия. По данни на секретаря на екзархията Димитър Мишев („La Macédoine et sa Population Chrétienne“) в 1905 година в Дилгач има 24 българи екзархисти.
Според статистика на вестник „Дебърски глас“ в 1911 година в Дългаш има 4 български екзархийски къщи.
При избухването на Балканската война в 1912 година 3 души от селото са доброволци в Македоно-одринското опълчение.
В 1915 година, по време на Първата световна война, селото е анексирано от Царство България. Към 1 март 1916 година Долгачъ е част от Селечката община на българската Дебърска околия.
Според преброяването от 2002 година селото има 123 жители турци.